# 三條西實條
三條西實條（1575年3月8日—1640年11月22日），是安土桃山時代與江戶時代初期的公卿；也是藤原北家大臣家的三條西家當主。

## 生涯
三條西實條在天正三年（1575年）出生，是三條西公國與西園寺氏（西園寺公朝女）的長子。天正四年（1576年）敘從五位上，後在慶長三年（1598年）昇敘從三位，位列公卿。
慶長十八年（1613年）受任武家傳奏，負責傳達武家奏請的任務，負責與幕府交涉。元和九年（1623年）與德川幕府的第三代將軍——德川家光之乳母春日局結為義兄妹（因春日局曾被實條的父親養育）。
寬永六年（1629年）擔任內大臣，同年春日局在前往京都伊勢神宮參拜的途中，以將軍家光的名義以及貴族三條西實條義妹的頭銜入宮覲見後水尾天皇與中宮德川和子，由於春日局無官無位，幾乎可以說是一介平民，但竟然由平民代理德川將軍晉見天皇，為此朝廷有許多公卿及後水尾天皇本身都感到相當憤怒，認為幕府沒有把朝廷和天皇的尊嚴放在眼裡，後水尾天皇因而毫無預警的宣布讓位於和子所生、年僅七歲的的興子內親王，是為明正天皇。
寬永十七年（1640年）出任右大臣，但以三條西家的大臣家家格，其極官最高只是內大臣，出任右大臣是極其罕見的（歷史上除三條西實條外，只有中院通躬以非攝家或清華家家格出任右大臣）。三個月後辭職，同年逝世，享年65歲。

## 歌道
三條西家的家職是歌道，從他的高祖父三條西實隆起，曾祖父三条西公条、祖父三條西實枝三代都是出色的歌人。當時由於他的父親三條西公國年紀尚小，故先將傳授歌道的秘傳「古今傳授」給細川幽齋，讓公國長大後再由細川幽齋教育。不過由於公國早死，所以細川幽齋就轉而傳授給實條。